# Claude Collard
Claude Collard (ur. 20 października 1924, zm. 26 lipca 2007) – francuski judoka, inżynier.
Srebrny medalista mistrzostw Europy w 1959. Mistrz Francji w 1960 roku.